# 湯河原温泉

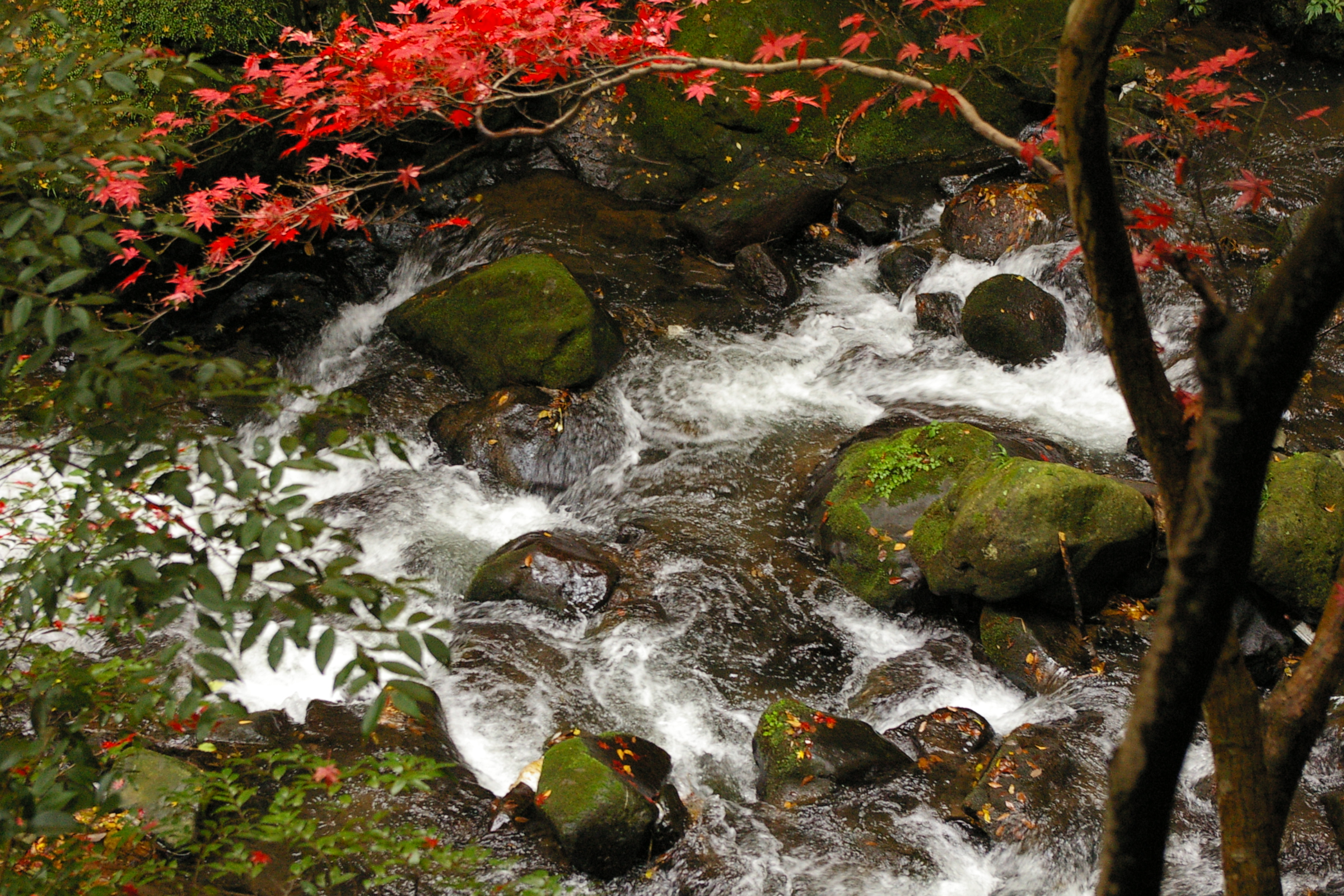
温泉街に隣接する万葉公園

湯河原温泉（ゆがわらおんせん）は神奈川県足柄下郡湯河原町にある温泉。奥湯河原温泉、湯河原温泉、浜湯河原温泉、伊豆湯河原温泉の総称としても用いる。

## 泉質
- 単純泉・弱食塩泉・石膏泉など
  - 源泉温度30 - 88℃

湯河原温泉は数十万年前に活動を終えた湯河原火山の浸食カルデラ内に湧出している。

### 効能
- 皮膚病、筋肉痛、リューマチ、神経痛、冷え性など

※注 効能はその効果を万人に保証するものではない。

## 歴史
役行者と穂積濃美麻呂一行による発見説、加賀の山伏による発見説、行基による発見説、弘法大師による発見説、タヌキによる発見説など、複数の開湯伝説がある。
湯河原温泉は万葉集に、「足柄の土肥の河内に出ずる湯の 世にもたよらに子ろが言はなくに」と詠まれており、この歌碑が万葉公園に設置されている。
明治以降は文豪に愛され、国木田独歩が晩年に『湯河原より』『湯河原ゆき』などの短編小説を執筆したほか、夏目漱石が絶筆となった『明暗』を湯河原で執筆した。また島崎藤村、芥川龍之介、谷崎潤一郎らが訪れている。

## 温泉街

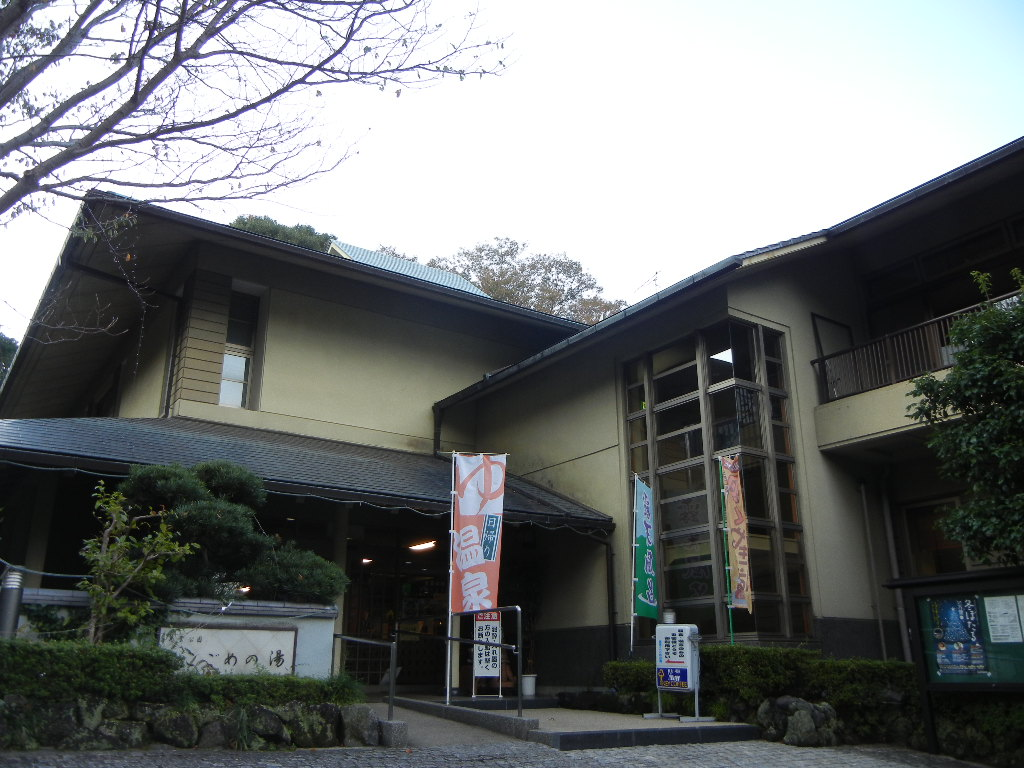
日帰り温泉施設「こごめの湯」

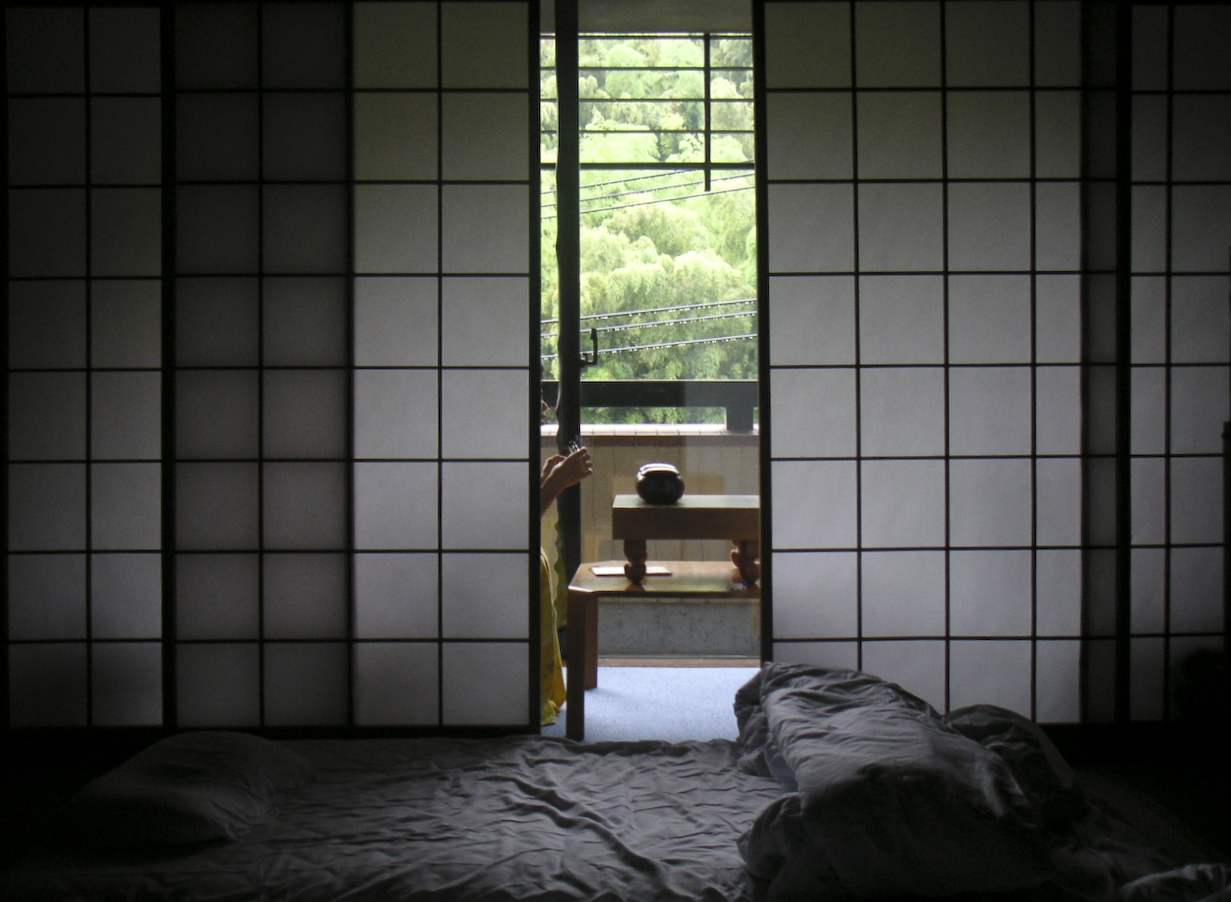
湯河原温泉の宿

湯河原駅から千歳川の谷を遡るように温泉街が続いている。隣の熱海には巨大温泉ホテルが林立するが、湯河原は日本旅館主体であり、古式ゆかしい“温泉街”の風情が残っている。

### 日帰り入浴施設
日帰り入浴施設は町営の「こごめの湯」の他、温水プールなどを備える施設もある。また温泉街に隣接する万葉公園には、大型の足湯である独歩の湯がある。
日帰り入浴施設は5カ所ある。
- 独歩の湯（足湯）
- みやかみの湯
- こごめの湯
- ニューウェルシティ湯河原 いずみの湯
- 大滝ホテル

## 湯河原温泉を舞台にした作品
- 『湯河原より』『湯河原ゆき』 - 国木田独歩
- 『明暗』- 夏目漱石[3]
- 『トロツコ』『一塊の土』『百合』 - 芥川龍之介 [3]
- 『義男の青春』（1974年(昭和49年）11月発表） - つげ義春

## 交通
- 鉄道 - JR東海道本線湯河原駅下車。温泉街の入口までは神奈川県道75号沿いに徒歩15分。しだいに坂は急になり、「温泉場」と呼ばれる中心街までは徒歩30分。駅前より奥湯河原行き、または不動滝行きバスで10分。タクシーでは5分。
- 道路 - 西湘バイパス石橋インターチェンジより国道135号湯河原中学校前交差点で山側に折れ、神奈川県道75号に入る。または国道135号千歳橋交差点で山側に折れ、千歳川沿いの道を上る。箱根方面からは、湯河原峠より湯河原パークウェイを下る。